# 三重野栄子
三重野 栄子（みえの しげこ、1926年5月10日 - 2013年11月27日）は、日本の政治家。社会民主党の参議院議員（2期）。位階は従四位。

## 来歴
福岡県大牟田市出身。福岡第一師範学校を経て、九州帝国大学経済学部に入学。1951年（昭和26年）に卒業した。同年岩田屋に入社、労組書記長などを務めた。1962年（昭和37年）日本社会党に入党。1983年（昭和58年）筑紫野市議に初当選。1988年（昭和63年）社会党福岡県本部副委員長に就任。1990年（平成2年）の小野明参議院副議長の死去にともなう参院福岡補選に立候補して初当選。自民党候補との一騎討ちを制した。1995年（平成7年）の第17回参議院議員通常選挙でも再選。2001年（平成13年）の第19回参議院議員通常選挙で落選。2期11年1か月務めた。同年勲二等瑞宝章受章。
2013年11月27日、慢性心不全のため死去。87歳没。歿日付で従四位。

## 政策
- 選択的夫婦別姓制度導入を支持する。2000年には、三重野ら超党派女性国会議員50名が、夫婦別姓選択制を求めて当時の森総理に申し入れを行った。申し入れでは、「とくに若い世代では、夫婦別姓選択制を望む声が高まっています。政府には、世論を喚起するなど、夫婦別姓選択制を導入するための努力を望む」としている[7]。

## 著書
- 『この笑顔　輝く瞳：ネパールに広がる新しい息吹』西日本新聞社、2002年